# I Krajowy Lot Okrężny
I Krajowy Lot Okrężny – zawody lotnicze rozegrane w Polsce w dniach 16–17 września 1922 roku. Były to pierwsze zawody lotnicze zorganizowane w Polsce. 
Z inicjatywą zorganizowania zawodów wystąpił Departament Żeglugi Powietrznej Ministerstwa Spraw Wojskowych. Zostały one zorganizowane przez Departament wspólnie z powołanym w 1921 Aeroklubem RP, który sprawował kontrolę sportową zawodów, kierując się przepisami Międzynarodowej Federacji Lotniczej (FAI). 
W zawodach wzięło udział 14 załóg oraz jeden pilot poza konkursem, startujących wyłącznie na sprzęcie wojskowym. Sześć załóg startowało na samolotach rozpoznawczo-bombowych Breguet XIV, pięć na dwumiejscowych myśliwcach Bristol F.2 Fighter, dwie na rozpoznawczych Ansaldo A.300 i jedna na Ansaldo SVA-9. Samoloty różniły się prędkościami, najwolniejsze były Breguety. Załogi zostały wystawione przez pułki lotnicze, także obsługę samolotów zapewniali mechanicy poszczególnych pułków. Większość sprzętu była dość zużyta i głównym problemem zawodników były niesprawności silników. Poza konkursem leciał kpt. Tomasz Turbiak na jednomiejscowym myśliwcu Ansaldo A.1 Balilla. 
Punktowany był przelot w jak najkrótszym czasie na całej trasie Warszawa-Lwów-Kraków-Poznań-Warszawa, długości 1245 km oraz jej poszczególnych czterech etapach. 
Załogi startowały z lotniska mokotowskiego w Warszawie od godziny 5 rano 16 września. Do Lwowa nie doleciały dwie załogi, które wylądowały przymusowo na trasie. Drugi etap odbył się częściowo w deszczu. Do Krakowa nie doleciała jedna załoga. Na etapie do Poznania załogi borykały się z silnym wiatrem czołowym, ostatecznie nie doleciały tam trzy załogi. Ostatni etap do Warszawy i całe zawody ukończyło 7 załóg oraz kpt. Turbiak poza konkursem, dolatując tam wieczorem 16 września. Ostatnim elementem zawodów była próba precyzyjnego lądowania w Warszawie w pobliżu wyznaczonego punktu, z silnikiem wyłączonym na wysokości 1000 m (najlepszy wynik w niej osiągnął Mieczysław Szczudłowski).
Wyniki zawodów (piloci):
1. kpt. pil. Stefan Pawlikowski (obserwator kpt. obs. Bronisław Wojtarowicz) - 1 pułk lotniczy - Breguet 14
2. ppłk. pil. Jerzy Kossowski
3. por. pil. Zbigniew Babiński
4. kpt. pil. Mieczysław Szczudłowski (obserwator por. obs. Tadeusz Jabłoński) – 3 pułk lotniczy – Bristol F.2 Fighter

Ponadto lot ukończyli: por. Czeszunist, sierż. Paweł Tysler, kpt. Józef Hendricks i kpt. Tomasz Turbiak (poza konkursem). 
Zwycięska załoga Stefana Pawlikowskiego pokonała trasę w 11 godzin 41 minut.
II Krajowy Lot Okrężny rozegrano 4 sierpnia 1923 (zwyciężył Ignacy Giedgowd).